# Prumna
Prumna is een geslacht van rechtvleugeligen uit de familie veldsprinkhanen (Acrididae). De wetenschappelijke naam van dit geslacht is voor het eerst geldig gepubliceerd in 1859 door Motschulsky.

## Soorten
Het geslacht Prumna omvat de volgende soorten:
- Prumna arctica Zhang & Jin, 1985
- Prumna cavicerca Zhang, 1982
- Prumna exilis Mishchenko, 1951
- Prumna halrasana Lee & Lee, 1984
- Prumna hayachinensis Inoue, 1979
- Prumna insularis Mishchenko, 1974
- Prumna jingpohu Huang, 1982
- Prumna kurentzovi Mishchenko, 1974
- Prumna litoralis Tarbinsky, 1932
- Prumna mandshurica Ramme, 1939
- Prumna mistshenkoi Storozhenko, 1991
- Prumna montana Storozhenko, 1991
- Prumna nana Mishchenko, 1974
- Prumna ningana Ren & Zhang, 1996
- Prumna orientalis Storozhenko, 1983
- Prumna plana Mishchenko, 1974
- Prumna plicata Mishchenko, 1974
- Prumna polaris Miram, 1928
- Prumna primnoa Motschulsky, 1846
- Prumna primnoides Ikonnikov, 1911
- Prumna silvicola Mishchenko, 1974
- Prumna specialis Mishchenko, 1951
- Prumna tristis Mishchenko, 1951
- Prumna ussuriensis Tarbinsky, 1930
- Prumna wuchangensis Huang, 1982